# ミス・ペレグリンと奇妙なこどもたち (映画)
『ミス・ペレグリンと奇妙なこどもたち』（ミス・ペレグリンときみょうなこどもたち、英: Miss Peregrine's Home for Peculiar Children）は2016年にアメリカ合衆国で製作されたダーク・ファンタジー映画。2011年にランサム・リグズが出版した同名小説を原作に、ティム・バートン監督、ジェーン・ゴールドマン脚本で製作された。出演はエヴァ・グリーン、エイサ・バターフィールド、クリス・オダウド、アリソン・ジャニー、ルパート・エヴェレット、テレンス・スタンプ、エラ・パーネル、ジュディ・デンチ、サミュエル・L・ジャクソンほか。
撮影は2015年2月にロンドンやフロリダ州タンパ・ベイ・エリアで開始された。2016年9月25日にテキサス州オースティンで開かれたファンタスティック・フェストでワールド・プレミア上映が行われ、同9月30日に20世紀フォックス配給で全米公開された。日本公開は2017年2月3日。

## あらすじ
フロリダ州に住むエイブ・ポートマン（演・テレンス・スタンプ）は、子供の頃にはモンスターと戦い、第二次世界大戦の間中ウェールズにある「ミス・ペレグリンと奇妙なこどもたち」が暮らす家で過ごしていたことを、孫のジェイク（演・エイサ・バターフィールド）に何年間も話し続けていた。その家の女主人であるアルマ・ペレグリン（演・エヴァ・グリーン）は「奇妙なこどもたち」を養っていたが、こどもたちはそれぞれが特殊な能力を持っていたという。
その後、16歳となったジェイクは、祖父のエイブから電話を受け、アルバイト先の薬局の管理者であるシェリー（演・オーラン・ジョーンズ）とともに祖父の家に向かうが、そこで両目が失くなった状態のエイブを発見する。エイブは「ケインホルム島へ行き、1943年9月3日のループへ行け。そうすれば鳥が全てを教えてくれる」とジェイクに言い残し、不可解にも亡くなってしまう。シェリーが銃を持ってジェイクに加わると、祖父の話に出てきたモンスターが彼女の後ろに出現する。ジェイクはシェリーに対して後ろを撃つように伝えるが、彼女にはそのモンスターは見えず、そのままモンスターは消えてしまう。
精神科医のゴラン（演・アリソン・ジャニー）からの後押しや、ミス・ペレグリンからエイブの誕生日に送られた手紙の発見で、ジェイクと彼の父であるフランク（演・クリス・オダウド）はケインホルム島へ向かうことにする。しかし2人は、こどもたちの家が1943年9月3日にドイツ空軍の空襲を受けて破壊されていたことを知る。ジェイクは失望して父親とともに泊まっていたパブに戻るが、翌日もう1度行ってみると、森の奥に古めかしい屋敷を発見し、「奇妙な子どもたち」に迎えられるのであった。

## キャスト
以下では日本語版公式サイトも参照した。

### 奇妙な人々

#### 奇妙な大人
アルマ・ルフェイ・ペレグリン
演 - エヴァ・グリーン / 吹替 - 朴璐美
屋敷の女主人として、厳しくもあたたかく「特殊な能力がある奇妙なこどもたち」を養う。「インブリン」と呼ばれる特殊能力を持った女性で、ハヤブサ（英語名：ペレグリン・ファルコン）に変身し、時間を操る能力を持つ。
エイブラハム・"エイブ"・ポートマン
演 - テレンス・スタンプ / 吹替 - 稲垣隆史
ジェイクの祖父で、奇妙な人々を見ることができる。
「奇妙なこどもたち」が暮らす家に一時期過ごしており、ジェイクにその話を語って聞かせた。
ジェイクのことをティグリスク(ポーランド語で「小さな虎」という意味)と呼ぶ。
幼いエイブ
演 - カラム・ウィルソン
エスメラルダ・アヴォセット
演 - ジュディ・デンチ / 吹替 - 谷育子
ミス・ペレグリンと同じ「インブリン」で、同じく「奇妙なこどもたち」を保護していた。バロンの手先にタイムループを襲われ、自分の「こどもたち」を殺されて以来、ミス・ペレグリンの元へ身を寄せている。時を操り、ソリハシセイタカシギ（英語名：アヴォセット）に変身する能力を持つ。

#### 奇妙なこどもたち
ジェイコブ・"ジェイク"・ポートマン
演 - エイサ・バターフィールド / 吹替 - 宮野真守
エイブの孫で16歳のアメリカ人少年。ミス・ペレグリンの屋敷を訪ね、彼女から「こどもたち」を守る任務を与えられる。祖父同様に奇妙な人々を見ることができる。
10歳のジェイク
演 - エイデン・フラワーズ
6歳のジェイク
演 - ニコラス・オテリ
エマ・ブルーム
演 - エラ・パーネル / 吹替 - 花澤香菜
空気より軽く宙に浮くことができるが、飛んでいってしまわないよう、足かせ代わりの鉛の靴を履いている。風を操る能力を持ち、また水中で呼吸したり泡を作ったりできる。1940年代にはエイブの想い人だったが、今ではジェイクの想い人である。
イーノック・オコナー
演 - フィンレイ・マクミラン / 吹替 - 増田俊樹
降霊術を行い、無生物へ一時的に生命を吹き込む能力を持つ。オリーヴとよく一緒にいる。
オリーヴ・アブロホロス・エレファンタ
演 - ローレン・マクロスティ / 吹替 - 安藤瞳
指から火を放つ能力を持ち、イーノックと仲がいい。触れた物を焼き払ってしまわないよう、肘まである手袋を着けている。
ミラード・ナリングス
演 - キャメロン・キング / 吹替 - 土師亜文
透明人間の男の子。服を着ていないときは喋らない限りどこにいるか全くわからない。
ブロンウィン・ブラントリー
演 - ピクシー・デイヴィーズ / 吹替 - 壹岐紹未
最年少で、怪力の持ち主。
フィオナ・フラウエンフェルト
演 - ジョージア・ペンバートン / 吹替 - 種市桃子
植物を操り、育てる能力を持つ少女。
ヒュー・アピストン
演 - マイロ・パーカー / 吹替 - 鈴木晴久
お腹の中にハチを飼っている少年。
クレア・デンスモア
演 - ラフィエラ・チャップマン / 吹替 - 別府なるみ
頭の後ろにも口があり、食事の時には鋭い歯を持つこの口を使う。
ホレース・ソムナッソン
演 - ヘイデン・キーラー＝ストーン / 吹替 - 富樫美鈴
片眼から自分の夢（予言となることもある）を投影することができる。紳士の装いをしている。
双子
演 - ジョゼフ & トーマス・オドウェル / 吹替 - 別府なるみ
常に仮面を被った双子の男の子。能力は意外なところで明らかとなる。
ヴィクター・ブラントリー
演 - ルイス・デイヴィソン
ブロンウィンの死んだ兄で、彼女と同じ能力を持つ。祖父の話でも登場している。映画のストーリーより前にホローガストにより殺されている。

#### ワイトたち
バロン
演 - サミュエル・L・ジャクソン / 吹替 - 玄田哲章
変身能力を持ち、ホローガストと呼ばれる悪の異能者たちを率いるリーダー。バロンはワイトやホロウの手先を使い、「奇妙な人々」("Peculiars") を狩って、人間の姿を取り戻すため彼らの眼を貪り食っている。変身能力は自身の正体を偽るのに用いられ、また自分の手を刃・斧・投げ縄などに変えることもできる。
ナンシー・ゴラン
演 - アリソン・ジャニー / 吹替 - 土井美加
ジェイクを担当する精神科医で、バロンが化けた姿のひとつ。
ジョン・ラモン
演 - ルパート・エヴェレット / 吹替 - 郷田ほづみ
鳥類学者で、バロンが化けた姿のひとつ。
グリーソン
演 - スコット・ハンディ / 吹替 - 相沢まさき
物を凍らせる力を持つワイト。
ミス・エドワーズ
演 - ヘレン・デイ / 吹替 - 佐々木優子
敏捷性・機敏さなどを兼ね備えた半猿人のワイト。
クラーク（ワイト）
演 - ジャック・ブレイディ
アーチャー（ワイト）
演 - フィリップ・フィルマー

### 奇妙でない人々
フランクリン・"フランク"・ポートマン
演 - クリス・オダウド / 吹替 - 小形満
ジェイクの父でエイブの息子。鳥についての本を書いているため、明言はされていないが鳥類学者と思われる。鳥を見るという名目でケルン島へ向かうジェイクに同行する。
ジェイクが祖父の死について思い悩んだり行動するのも心の病気としている。
マリアン・ポートマン
演 - キム・ディケンズ / 吹替 - 壹岐紹未
ジェイクの母親で用心深い。詳しくは不明だが、旅に行かないと強く言えるほどとても忙しく働いている模様。
シェリー
演 - オーラン・ジョーンズ
ジェイクの働く薬屋の責任者。車でジェイクの祖父エイブのところまで送ってくれたり、ジェイクが祖父の家の異変に気付けば銃を持って駆けつけたりなど責任感があり優しい人物。
スージー・ポートマン
演 - ジェニファー・ジャラッカス
フランクのきょうだいで、ジェイクのおば。ジェイクに父エイブの遺品を与え、ジェイクがミス・ペレグリンの屋敷に向かう道を見つけるきっかけとなる。
ボビー
演 - ジョージ・ヴリコス
ジュディの夫で、ジェイクのおじ。
ジュディ
演 - ブルック・ジェイ・テイラー
ボビーの妻で、ジェイクのおば。
ケヴ
演 - ヨアン・ヘフィン / 吹替 - 伊藤栄次
過去のケインホルムでバーテンダーとして働く。
オギー
演 - ニコラス・アメル / 吹替 - 清川元夢
過去のケインホルムの住民。
ワーム
演 - ショーン・トーマス / 吹替 - 花倉洸幸
現在のケインホルムでジェイクが出会うウェールズの少年。
ディラン
演 - ジャスティン・デイヴィーズ / 吹替 - 水越健
現在のケインホルムでジェイクが出会うウェールズの少年。
ブラックプールの遊園地に訪れ、ホロウに投げられた骸骨を受け取る人物として、ティム・バートン監督がカメオ出演している。

## 製作
2011年に出版されたランサム・リグズの小説『ミス・ペレグリンと奇妙なこどもたち』の映画化権は、20世紀フォックスによって同年5月17日に買い取られた。またピーター・チャーニン、ディラン・クラーク、ジェンノ・トッピングの所属するチャーニン・エンターテインメントが映画の製作契約にサインした。同年11月15日、Deadline.comはティム・バートンが映画の監督を務めると報じ、チャーニン・エンターテインメントと共に、物語を翻案するライターの確保にも関与することが明らかにされた。同年12月2日、ジェーン・ゴールドマンが脚本家として採用されたと報じられたが、この時点でバートンは真偽を明らかにしなかった。
2014年7月28日、エヴァ・グリーンがタイトル・ロールのミス・ペレグリンを演じると報じられた。同年9月24日には、公式オファーこそ行っていないが、バートンがジェイク役としてエイサ・バターフィールドに目星を付けたと発表された。また11月5日にはエラ・パーネル、バターフィールド両名の出演が決定したことが報じられた。2015年2月6日、サミュエル・L・ジャクソンがバロン役にキャスティングされたと発表された。テレンス・スタンプ、クリス・オダウド、ルパート・エヴェレット、キム・ディケンズ、ジュディ・デンチの出演は、同年3月12日に発表された。
撮影は2014年8月にロンドンで開始された。2015年2月17日、『タンパベイ・タイムズ』が、撮影の一部がフロリダ州で行われると明かした。フロリダ州タンパ・ベイ・エリアでの主要撮影は、2015年2月24日に始まった。フロリダ州での撮影は、ヒルズボロ郡・ピネラス郡などで2週間にわたって行われた。作品は、バートン映画として、1989年の『シザーハンズ』以来2作目のフロリダ州で撮影された映画となった。撮影はこの後、イングランド・コーンウォールのケアヘイズ城やミニオンズ、ランカシャー・ブラックプール、ベルギー・アントワープに程近いブラスハットに移って続けられた。

## 音楽
映画音楽は、マイク・ハイアムとマシュー・マージェソンによって作曲された。サウンドトラックは、2016年10月11日にラ・ラ・ランド・レコーズから発売された。エンド・クレジットで流れる "Wish That You Were Here" はフローレンス・アンド・ザ・マシーンによるものである。
当初はダニー・エルフマンが担当することになっていたが『ガール・オン・ザ・トレイン』に専念するために断った。

## リリース
映画の公開日は当初、2015年7月31日に予定されていた。公開日は2016年3月4日へ延期された後、同年12月25日へと再延期されたが、結局2016年9月30日に決定した。台湾では、これより早い9月27日に公開された。日本公開は2017年2月3日。

### 興行収入
2017年1月25日現在、作品は北米で8,720万ドル余り、他地域で1億9,845万ドル余り、合計で2億8,565万ドル余りの興行収入を上げている。
アメリカ及びカナダでは、『バーニング・オーシャン』と同じ日に公開され、週末には3,522館上映・2,500万ドルの興行収入を上げると予測された。作品は公開週の週末に2,890万ドルの興行収入を得て、ランキング1位に躍り出た。初動の収入は、バートン作品の中では、2012年の映画『ダーク・シャドウ』の2,970万ドルにも匹敵するものだった。『バラエティ』では、映画の製作費が1.1億ドルだったことを引き、「並の結果」（英: "a mediocre start"）と評した。
作品はロシア（630万ドル）、フランス（530万ドル）、メキシコ（380万ドル）、オーストラリア（310万ドル）、ブラジル（270万ドル）、フィリピン（170万ドル）で第1位に躍り出る幸先の良いスタートを切り、マレーシアやインドネシアでも、公開当初からバートン作品史上最大の成功を収めた。韓国では、520万ドルの興行収入を得て2位につけた。中国・イタリアでは2016年12月に公開され、日本では2017年2月3日に公開される。これに先立って1月30日に行われる日本でのレッドカーペットセレモニーには、ティム・バートン監督が参加することが発表された。

### 批評
作品については、賛否両論の評価が付けられている。Rotten Tomatoesでは、2017年1月27日現在198件のレビューが付いており、64%が支持、平均点数が10点満点中5.9点となっている。Metacriticでは、43件の批評に基づいて100点満点中57点が付けられた。
IGNの批評家サマンサ・ラドウィグは、映画に10点満点中7.2点を付けた上で、「エンド・クレジットの時までキャラクターについて後を引くような疑問が残っていたが、映画の際立った視覚効果は、理性的で拍子抜けな脚本を埋め合わせる助けになった」と評した。『ロサンゼルス・タイムズ』のジャスティン・チャンは、「疑いも無く、2007年に作られた[バートン]の素晴らしい映画翻案『スウィーニー・トッド』以来最高の作品で、ゴシック調の自由な想像力が成し得るものを、適切な焦点と統制の導入で見事に思い出させる」と評した。『USAトゥデイ』のブライアン・トライットは4点満点中3½の評価を付け、「長年撮り続けたティーンエイジャー向けのディストピアを描いたヤングアダルト映画を脱却し、バートンは再び風変わりな映画を作る人間に戻った」とまとめた。『セント・ルイス・ポスト・ディスパッチ』のカルヴァン・ウィルソンも同様に4点満点中3½の評価を付けた上で、「バートンは『スウィーニー・トッド』（2007年）以来最も野心的で魅力的な映画を世に送り出した。物語は進むにつれどんどん複雑になっていくが、感動的なクライマックスには十二分に価値がある」と述べた。
『ワシントン・ポスト』のマイケル・オサリヴァンは、4点中3点の評価を付け、「時に恐ろしく険悪におかしい、この作品のアイデアそのものは、バートンの感性に完璧に適しており、これは若くてジョニー・デップより少しだけ風変わりでないバターフィールドのキャスティングにも現れている」と書いた。『ガーディアン』のジョーダン・ホフマン (Jordan Hoffman) は、5点中4点を付け、「作品はティム・バートンの（ミュージカルでない）実写映画として、ここ20年で最高の作品だ」と評した。リールビューズ ("ReelViews") のジェームズ・ベラーディネリは4点中3点を付け、「全般的に言えば、少し長い印象で急ぎ足のラストには苦しんだが、『ミス・ペレグリンと奇妙なこどもたち』は新鮮で魅力的な冒険譚で、観る人全てに訴えかけることだろうと思う」と述べた。『ニューヨーク・タイムズ』のマノーラ・ダーギスは肯定的な批評を寄せ、「物語はひどく込み入っている—1943年や原題に程近いところで迷子になってしまうかもしれない—それでもこれはほとんど問題にならない。バートンの細部やトーンの浮き沈み（恐怖、おかしさ、不気味さ）に向けられた注意や、子役たちと作った繊細で静かな作品は、それぞれ自由な想像力に新しい転換点を与えるものだ」と書いた。『エンターテインメント・ウィークリー』のデヴァン・コガンは「B-」（100点中67点）の評価を付け、「映画は中身を凌駕したスタイルを選び、子供たちのキャラクターを具体化せず、その力がどれだけ素敵か強調している。バートンの最高傑作を超えるためには、彼の英雄的な変人たちにもう少し心というものを加える必要がある—そして怪物たちにはより鋭い牙が必要だ」と述べた。
こういった批評の一方で、『ニューヨーク・ポスト』のカイル・スミス、『シカゴ・サンタイムズ』のリチャード・ローパー、『タイム・アウト』のトム・ハドルストンは、映画に否定的な評価を付けた。スミスは4つ星中2つの評価を付け、「無意味なのに贅沢だ。[中略]バートンは個性の無いヒーロー、生ぬるい恋物語、出来損ないの脚本を寄越してきたのかもしれないが、少なくとも、遊園地で巨大な触手を持った怪物と戦っている骸骨の軍隊のシーンは良い出来だった」と評した。またローパーは4つ星中1½と酷評した。ハドルストンは5つ星中2つと評価し、「ティム・バートン監督は映画を慌ただしくするのが好きなのだ、『ビートルジュース』や『バットマン』といった過去作を観てほしい。詳細な背景、奇妙な生き物、華麗な家具や複雑な衣装も無い、ひとつの枠組みを見つけさせられることだろう。彼の新作『ミス・ペレグリンと奇妙なこどもたち』の問題は、脚本が何とも慌ただしく、ひどく分かりにくいということだ」と述べた。

### 受賞歴
| 賞名           | 授賞式開催日      | 部門                     | 対象 | 結果       | 出典          |
| -------------- | ----------------- | ------------------------ | --- | ---------- | ------------- |
| 視覚効果協会賞 | 2017年2月7日 (en) | 長編実写映画・視覚効果賞 | - フレイザー・チャーチル - ハル・カズンズ - アンドリュー・ロックリー - ジェルマー・ボスクマ - ヘイリー・ウィリアムズ | ノミネート | [ 52 ] [ 53 ] |